# Boban Živanović
Boban Živanović, cyr. Бобан Живановић (ur. 25 maja 1996) – serbski zapaśnik walczący w stylu klasycznym. Dwunasty w indywidualnym Pucharze Świata w 2020. Wicemistrz śródziemnomorski w 2015. Srebrny medalista mistrzostw świata i Europy kadetów w 2013 roku.